# 灞桥街道
灞桥街道，是中华人民共和国陕西省西安市灞桥区下辖的一个乡镇级行政单位。

## 行政区划
灞桥街道下辖以下地区：
建材社区、核锻社区、灞桥街社区、朝阳社区、白庙村、东渠村、读书村、段家村、方家村、郝家村、黄邓村、豁口村、康家村、刘家底村、吕家堡村、秦家村、上桥村、邵平店村、宋围村、雾东村、雾西村、西渠村、下桥村、香湖湾村、香阳村、歇驾寺村、谢二村、谢一村、熊家湾村、灞桥堡村、灞桥街村、卞家村、小寨村和新兴村。